# Proshermacha
Genre
Proshermacha est un genre d'araignées mygalomorphes de la famille des Anamidae.

## Distribution
Les espèces de ce genre sont endémiques d'Australie.

## Liste des espèces
Selon World Spider Catalog (version 24.5, 29/11/2023) :
- Proshermacha armigera (Rainbow & Pulleine, 1918)
- Proshermacha auropilosa (Rainbow & Pulleine, 1918)
- Proshermacha credo Wilson, Rix & Harvey, 2023
- Proshermacha cuspidata (Main, 1954)
- Proshermacha intricata (Rainbow & Pulleine, 1918)
- Proshermacha maculata (Rainbow & Pulleine, 1918)
- Proshermacha robertblosfeldsi Harvey, Wilson & Rix, 2023
- Proshermacha subarmata Simon, 1908
- Proshermacha telaporta Harvey, Wilson & Rix, 2023
- Proshermacha tepperi (Hogg, 1902)
- Proshermacha tigrina Simon, 1908
- Proshermacha villosa (Rainbow & Pulleine, 1918)
- Proshermacha wilga Leenders, Beach & Harvey, 2023

## Systématique et taxinomie
Ce genre a été décrit par Simon en 1908 dans les Aviculariidae. Il est placé en synonymie avec Chenistonia par Main en 1982. Il est relevé de synonymie par Harvey, Hillyer, Main, Moulds, Raven, Rix, Vink et Huey en 2018. Il est placé dans les Anamidae par Opatova, Hamilton, Hedin, Montes de Oca, Král et Bond en 2020.

## Publication originale
- Simon, 1908 : « Araneae. 1re partie. » Die Fauna südwest-Australiens, Jena, vol. 1, no 12, p. 359-446 (texte intégral).